# Tettigonia pallidicornis
Tettigonia pallidicornis är en insektsart som först beskrevs av Metcalf 1955.  Tettigonia pallidicornis ingår i släktet Tettigonia och familjen dvärgstritar. Inga underarter finns listade i Catalogue of Life.